# Sandu Grecu

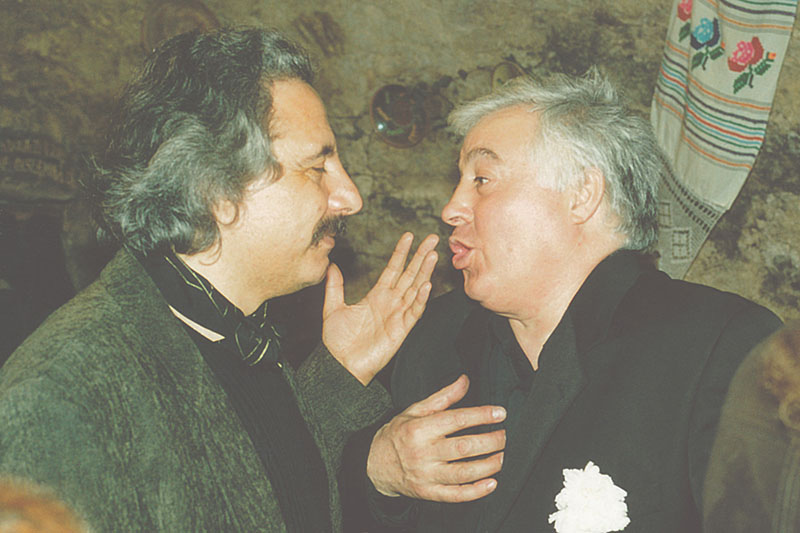
Sandu Grecu și Iurie Negoiță

Sandu Grecu (n. 14 februarie 1960) este un actor și regizor din Republica Moldova, președinte al Uniunii Teatrale din Republica Moldova din anul 2009; fost ministru al Culturii și Cultelor al Republicii Moldova.
Sandu Grecu este fondatorul și directorul Teatrului „Satiricus Ion Luca Caragiale” din Chișinău.

## Recunoaștere
Sandu Grece este laureat al Premiului Național Pentru Cultură și Artă, Artist al Poporului.
La data de 25 martie 2014, președintele României Traian Băsescu l-a decorat cu Ordinul Meritul Cultural în grad de Comandor, categoria F - "Promovarea culturii".
De asemenea, a fost decorat cu Ordinul Republicii de către Igor Dodon în august 2020.